# إسقاط الخرائط
إسقاط الخرائط (أو مساقطها) هو أي طريقة تستخدم في علم رسم الخرائط من أجل إظهار السطح المنحني ثنائي البعد للأرض بشكل مستوي.
إن كلمة إسقاط تعني أي عمل موجود على سطح الأرض وله قيم على المستوي وليس بالضرورة أن يكون إسقاطا هندسيا.
الخرائط المسطحة لا يمكن أن تظهر بدون عملية الإسقاط. إن الخرائط المسطحة قد تكون أكثر فائدة من الكروية *الإسقاط على الكرة الأرضية في كثير من الحالات
- تكون أصغر وإمكانية تخزينها أسهل:
- يمكنها أن تتوافق مع مساحة كبيرة من المقاييس
- إمكانية إظهارها على شاشة الكمبيوتر أسهل

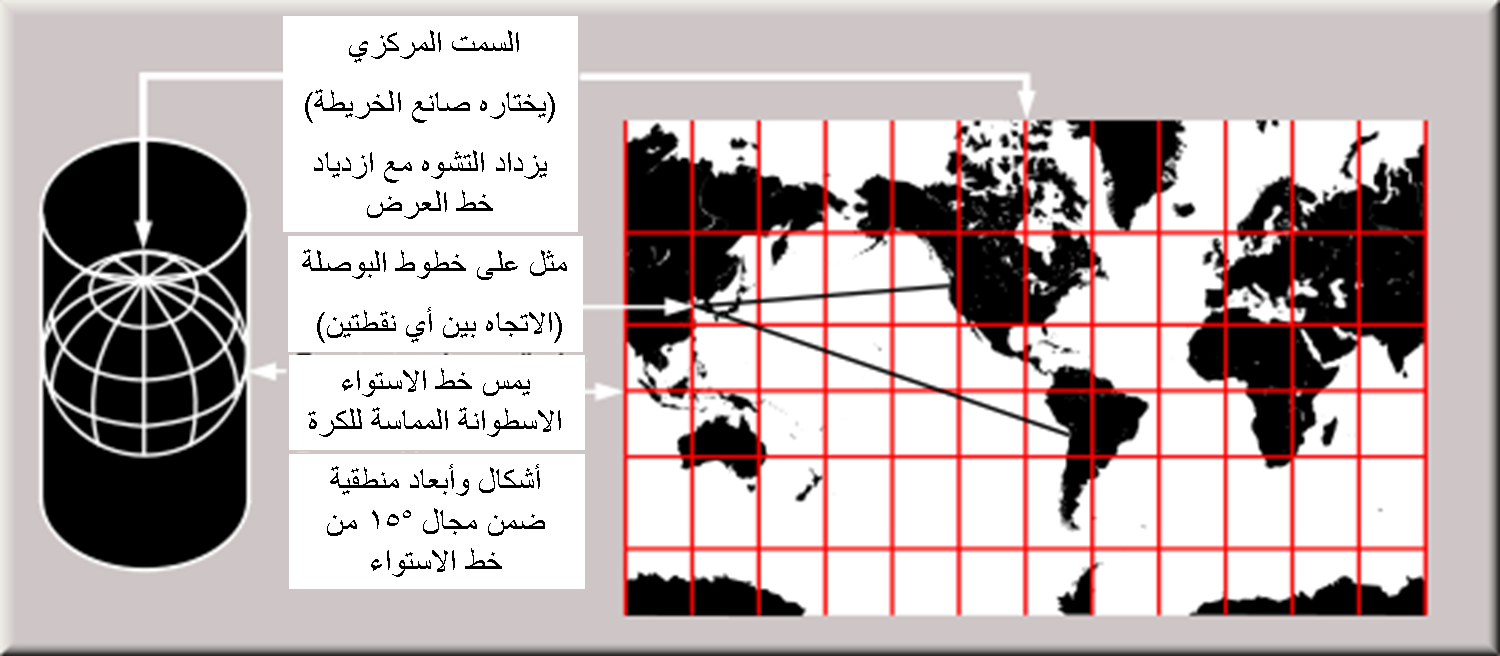
مسقط خرائط إسطواني

من أجل تسهيل الدراسة عادة يتم افتراض أن السهل الذي يتم إسقاطه هو عبارة عن سطح كروي، بينما في الواقع يكون الشكل الأنسب لتمثيل الكرة الأرضية هو سطح كروي مفلطح، وهناك العديد من الأجسام السماوية ذات الأشكال غير المنتظمة. ولذلك وبشكل عام فإن إسقاط الخرائط يطلق على طريقة الإسقاط المستوي لسطوح الأجسام الفلكية إلى مستوي.
- وقد ابتكر العلماء ومنهم علماء الخرائط على مر العصور الكثير من المساقط حتى أصبح لدينا اليوم بضع مئات من مساقط الخرائط. ومن الناحية العملية، نلاحظ أن عددا قليلا نسبيا هو المستخدم من هذه المساقط الكثيرة، كما أنه ليس هناك أي مسقط منها يمكن أن يكون مرضيا تماما، أي ليس هناك مسقط يستطيع أن يتجنب تشويه العلاقات المكانية التي لا يمكن أن يظهرها بشكل صحيح إلا نموذج الكرة الأرضية. إذن، لا نجد خريطة مرسومة على سطح مستوي سطح الورقة تتحقق فيها جميع العناصر الخاصة بالمساحة والشكل والاتجاه والمسافة بصورتها الصحيحة. ومن هنا تهدف المساقط إلى تحقيق الصورة الصحيحة لعنصر واحد أو عنصرين من هذه العناصر ولو أن ذلك يتم على حساب بقية العناصر الأخرى.
- فمساقط الخرائط تهدف إذن إلى تحقيق العناصر الآتية:

1. المساحة الصحيحة.
2. الشكل الصحيح.
3. الاتجاهات ـ أو الانحرافات ـ الصحيحة.
4. المسافات ـ أو الأبعاد ـ الصحيحة.

- وأهم أنواع المساقط وأكثرها استعمالاً:

1. المسقط الأسطواني.
2. المسقط المخروطي.
3. المسقط المستوي أو السمتي.

وتحقيق المساحة الصحيحة أمر عظيم الأهمية في كثير من الخرائط وبخاصة تلك الخرائط التي ترسم لكي تبين التوزيعات المكانية لظاهرة أو ظاهرات جغرافية مختلفة، كتوزيع السكان أو الأراضي الزراعية.
كلمة الإسقاط المستخدمة هنا لا تنحصر فقط في الإسقاط المنظوري كالذي ينتج عند إسقاط خيال على شاشة، بل إن معنى الإسقاط هو أي تابع رياضي ينقل أي سطح منحني إلى المستوي.
برهن كارل فريدريش غاوس في مبرهنة إغريغوم أنه لا يمكن تمثل الكرة على المستوي بدون تشويه. وبما أن أي طريقة لتمثيل سطح كروي على مستوي هو إسقاط خريطة، عليه يكون أي إسقاط خريطة مشوه. إن كل إسقاط للخرائط يتشوه بشكل مختلف، وتكون دراسة إسقاط الخرائط هي دراسة خصائص التشويه الذي تتعرض له.
الخريطة هي تمثيل للسطح المنحني على المستوي. وعليه فإن تم استخدام إسقاط الخرائط من أجل الحصول على الخرائط، ولا يمكن رسم الخرائط بدون عمل إسقاط خرائط. تتميز الخرائط المستوية عن الخرائط الكروية بأنها أسهل للتعامل وتأخذ حجما تخزينيا أصغر، ومن الممكن مشاهدتها بسهولة على شاشة الحاسوب، ومن الممكن أخذ القياسات بسهولة ومن الممكن الاطلاع على أجزاء أكبر من الأرض في وقت واحد، وتكون أرخص من حيث كلفة الإنتاج وأسهل للحمل.

## تاريخ

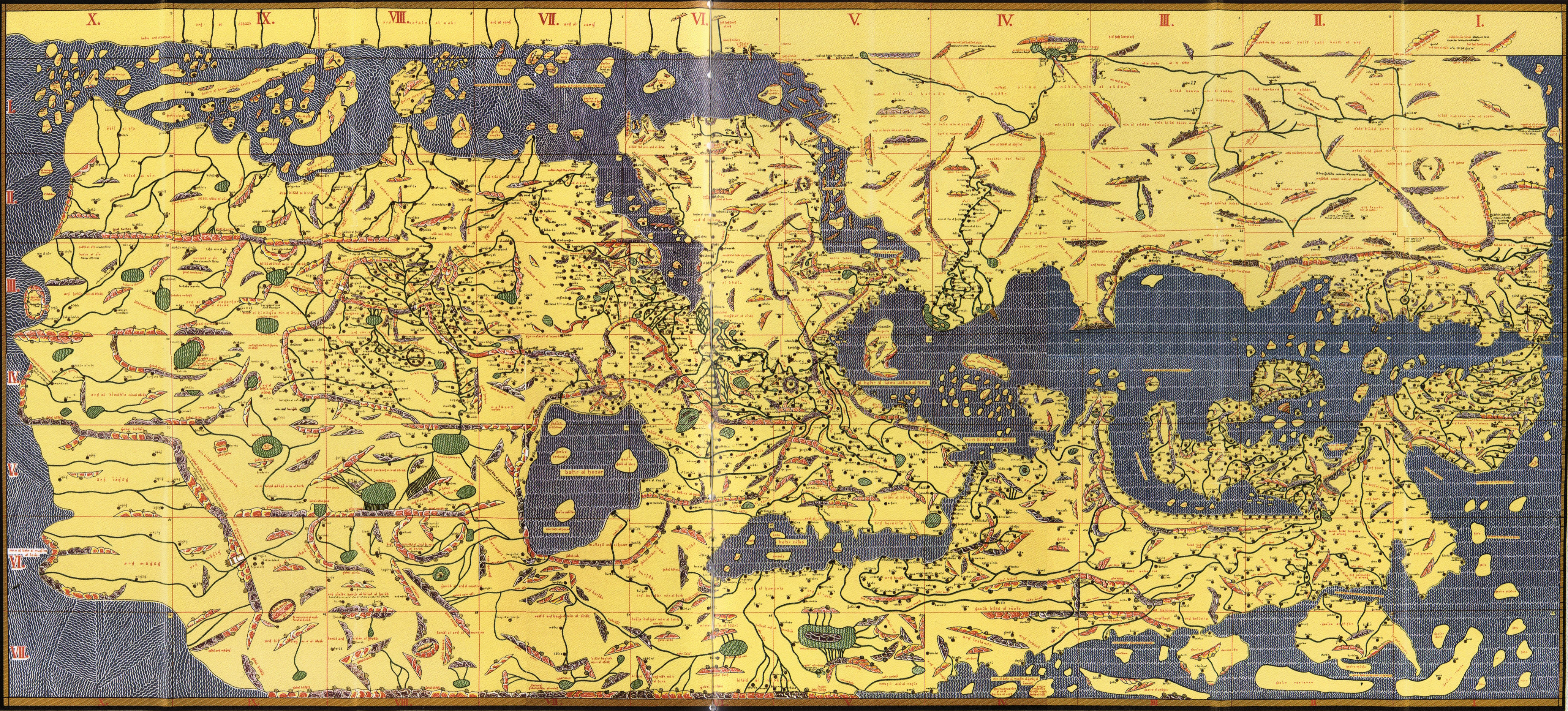
خريطة الادريسي

راجع موضوع خريطة حيث أنه قديماً لم يكن اهتمام بمساقط الخرائط، ورسمياً بدأ الاهتمام بمساقط الخرائط عندما عرف البشر أن الأرض كروية.

## مصطلحات
1. مستوى الإسقاط : هو المستوى الذي يتم عليه إسقاط شبكة خطوط الطول والعرض، وتمثله لوحة أو ورقة الرسم، ويمكن أن يكون مستوى الإسقاط في صور مختلفة منها المستوي والمخروطي والأسطواني.
2. نقطة التماس : وهي النقطة التي يمس فيها مستوى الإسقاط الكرة الأرضية المجسمة، ويلاحظ أن هذه النقطة تظهر بحقيقتها على مستوى الإسقاط، أي أنها المكان الوحيد الذي تكون فيه كل متطلبات المسقط، من مساحة وشكل واتجاه ومسافات صحيحة.
3. التشويه: يعني التشويه في إسقاط الخرائط أن المنطقة المسقطة لم تظهر كحقيقتها على الكرة الأرضية مما أدى إلى بعض التغييرات عليها.
4. مركز الإسقاط: وهي النقطة التي نتخيل عندها المنبع الضوئي، وفي حالات الإسقاط سنجد أن مركز الإسقاط يكون إما في مركز الكرة الأرضية، أو ملامسا لدائرة الاستواء عند الطرف المقابل لنقطة التماس، أو خارج الكرة الأرضية.

## الخصائص المترية للخرائط

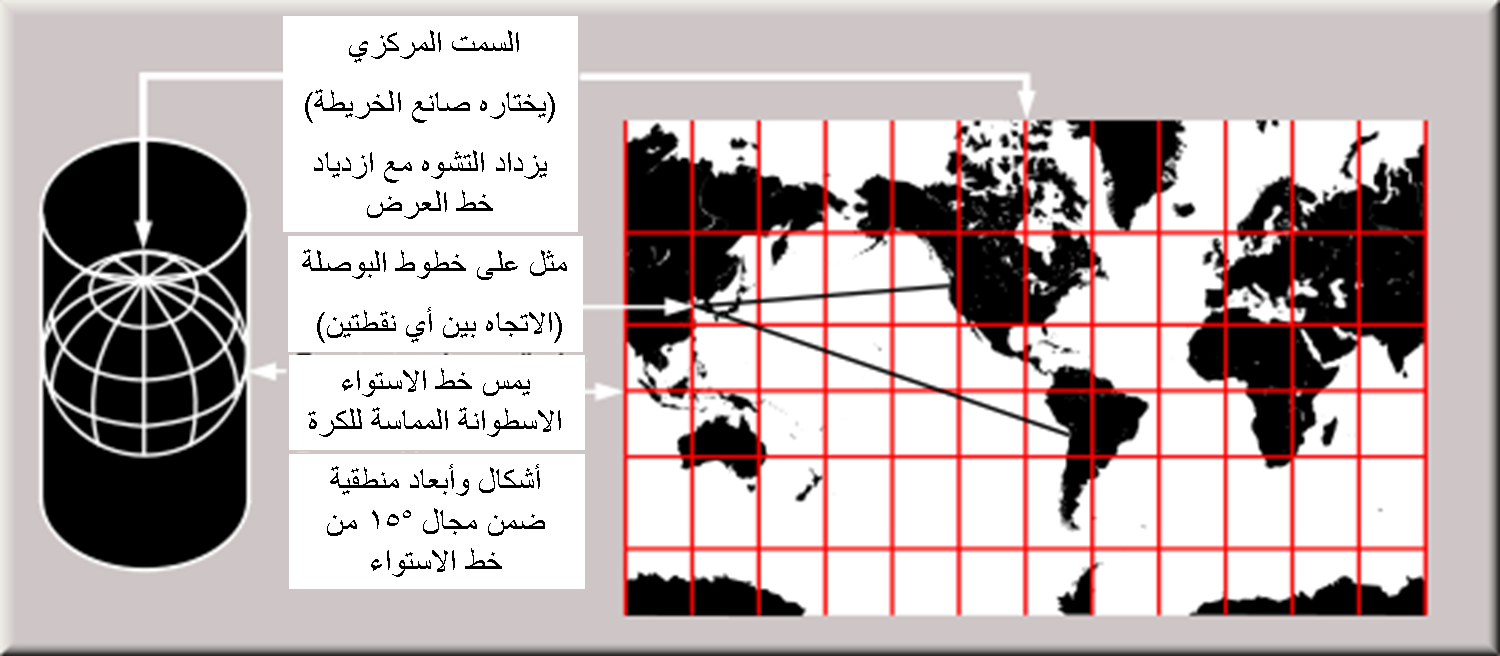
إسقاط ألبيرس يظهر المساحات بدقة لكنه يشوه الأشكال.

هناك الكثير من الخصائص الممكن قياسها على سطح الكرة الأرضية بغض النظر عن الطبيعة الجغرافية للمنطقة. من هذه الخصائص:
- مساحة
- شكل
- اتجاه
- هيئة
- مسافة
- مقياس

يتم إسقاط الخرائط للحفاظ على واحدة أو أكثر من هذه الخصائص، ولكن لا يمكن المحافظة على جميعهم في إسقاط واحد. حيث أن الهدف من استخدام الخريطة يحدد أي إسقاط يجب استخدامه، حيث يوجد العديد من الإسقاطات باختلاف أهداف استخدام الخرائط. من العوامل الأخرى الواجب مراعاتها عند اختيار نوع الإسقاط هو توافق البيانات الجغرافية. إن الأنماط المختلفة تعطي إحداثيات متباينة قليلاً للموقع ذاته من الأرض، لذلك من الضروري توافق البيانات للمواقع الجغرافية.

## إنشاء مسقط خريطة
يتضمن إنشاء مسقط خريطة ثلاث خطوات:
1. اختيار نموذج لشكل الأرض أو الكوكب المعين (عادة إما كرة أو كرة مفلطحة). وبسبب أن شكل الأرض هو غير منتظم، يتم فقد بعض المعلومات في هذه المرحلة.
2. نقل الإحداثيات الجغرافية (خط الطول وخط العرض) إلى الاحداثيات المستوية (سينات وعينات x,y).
3. تصغير المقياس (لا يهم ترتيب إجراء الخطوتين الثانية والثالثة).

إن أي إسقاط للخرائط هو ليس «إسقاطاً» فعلياً بالمعنى الفيزيائي للإسقاط، بل هو عبارة عن تطبيق صيغ رياضية ليس لها مقابل فيزيائي. لكن من أجل فهم طبيعة إسقاط الخرائط بشكل أفضل من الممكن تخيل منبع ضوئي موضوع عند نقطة معينة بالنسبة للأرض، وتسقط الخريطة الكروية على مستوي.

## اختيار سطح الاسقاط

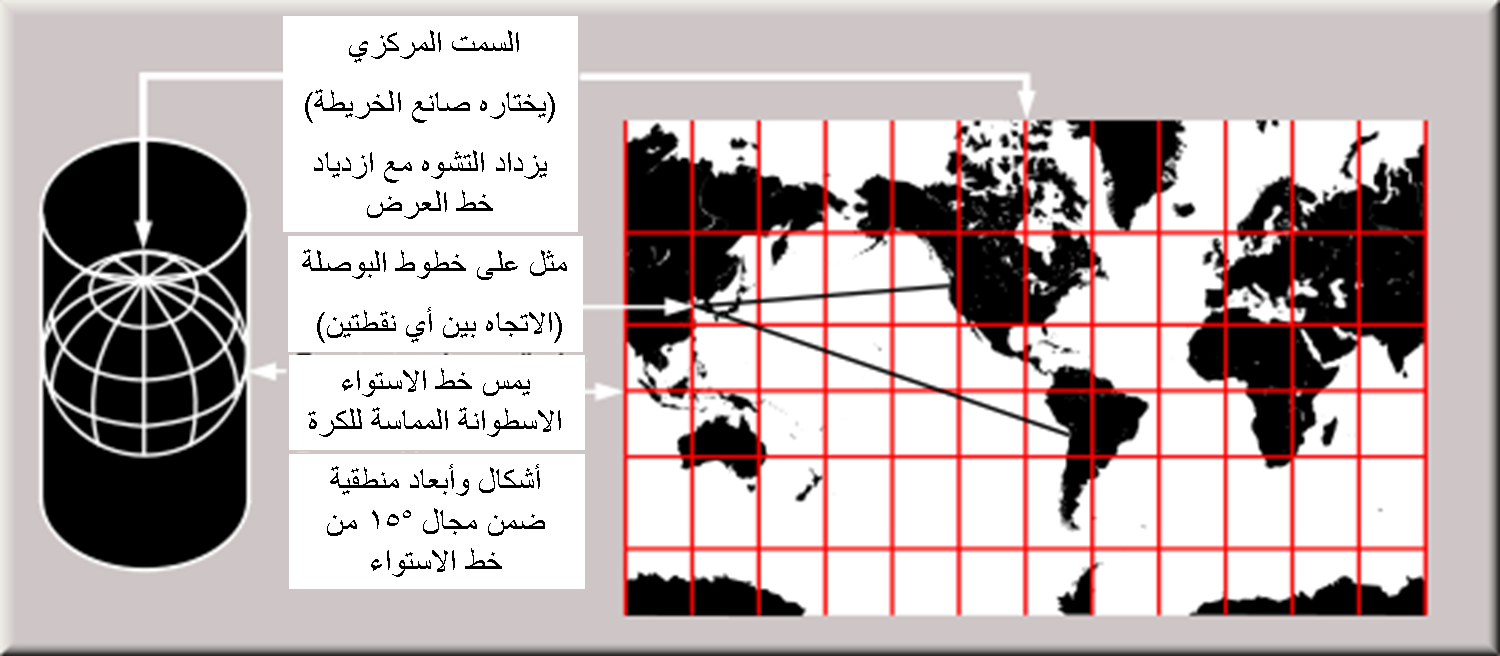
إسقاط ميللر الاسطواني يسقط الكرة الأرضية على اسطوانة.

يطلق على السطح القابل للإسقاط إلى سطح مستوي بدون أي تمدد، أو تمزق أو تقلص اسم « سطح قابل للاستواء» (بالإنجليزية: developable surface)‏. إن الاسطوانة، المخروط وبالطبع المستوي تعتبر جميعها سطوح قابلة للنشر. وكما تم عرضه في المقدمة فإن أي إسقاط لسطح كروي على سطح مستوي سوف يؤدي إلى تشوه في الصورة (مثلاً لا يمكنك تسطيح قشرة برتقالة دون تمزيقها أو لفها).
أحد الطرق للحصول على المسقط هو إسقاط سطح الأرض إلى أحد السطوح القابلة للنشر مثل السطح الاسطواني أو المخروطي، ومن ثم فتح هذا السطح للحصول على مستوي. على الرغم من أن الخطوة الأولى سوف تنتج بعض التشوه في الصورة، إلا أنه في الخطوة الثانية سيتم تمديد السطح دون أي تشويه إضافي.

## توجيه المسقط

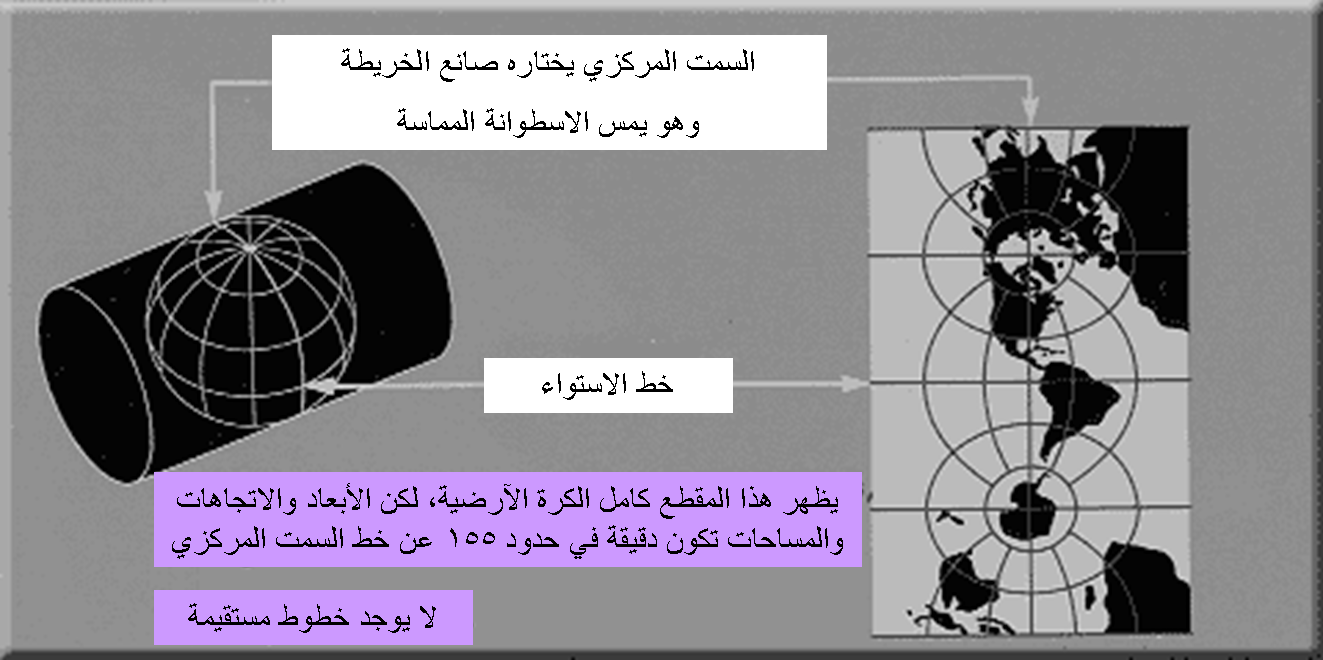
الإسقاط الاستوائي المعكوس يكون مشابهاً رياضياً للإسقاط الاسطواني ولكن باتجاه محور مخالف.

عندما يتم اختيار نوع الإسقاط بين الاسطواني أو المخروطي أو المستوي، يجب تحديد توجيه الشكل. التوجيه يعبر عن وضعية الشكل بالنسبة للكرة. من الممكن أن يكون توجيه سطح الإسقاط ناظمياً أو مستعرضاً أو مائلاً. والسطوح قد تكون مماسية أي أنها تمس الكرة لكن لا تقطعها، أو قاطعة حيث يكون السطح قاطعاً للكرة.

## تحجيم
الكرة الجغرافية هي الوسيلة الوحيدة لتمثيل الكرة الأرضية عند تحجيم ثابت في جميع نقاط الخريطة وفي جميع الاتجاهات. أما الخريطة فلا يمكنها تحقيق هذه الخاصية مهما كانت المساحة صغيرة. ولكن من الممكن أن تحقق تحجيماً ثابتاً عند خطوط معينة. بعض الخصائص الممكنة هي:
- يعتمد التحجيم على الموقع، وليس على الاتجاه.
- يكون التحجيم ثابتاً عند أي خط موازي في اتجاه التوازي.
- يعتمد التحجيم على خطوط العرض فقط، وليس على خطوط الطول أو الاتجاه

## اختيار نموذج لتمثيل شكل الأرض
يتأثر إنشاء المسقط بكيفية تقريب شكل الأرض. في هذه المقالة يفترض أن الشكل كروي. لكن في واقع الحال فإن شكل الأرض ليس كروياً مثالياً وإنما أقرب إلى شكل القطع الناقص وهو الشكل الذي يتفلطح عند خط الاستواء. عند اختيار تموذج شكل الأرض يجب مراعاة ميزات وسيئات هذا النموذج بالمقارنة مع الشكل البيضوي للأرض. إن النماذج الكروية مناسبة لتمثيل الخرائط الصغيرة مثل أطلس العالم أو الكرة الجغرافية وذلك لأن الخطأ عند ذلك المقياس لا يكون ذا قيمة كبيرة أو كافياً لتبرير استخدام نماذج أعقد في التمثيل. النماذج القطع ناقصية تستخدم في تمثيل الخرائط الطبوغرافية ومن أجل خرائط ذات أحجام متوسطة أو كبيرة التي تكون بحاجة لدقة أعلى لتصوير سطح الأرض.
هناك نموذج آخر لتمثيل سطح الأرض يدعى نموذج جيود geoid والذي هو عبارة عن نموذج معقد ويعتبر من أقرب التمثيلات لسطح الكرة الأرضية للمتوسط سطح البحر ويتم الحصول عليه بدمج القياسات الأرضية والأقمار الصناعية لقيم الجاذبية الأرضية. لا يستخدم هذا النموذج في إسقاط الخرائط نظراً لتعقيده وإنما يستخدم في تطبيقات التحكم والمعلومات الجغرافية. يستخدم نموذج جيود في إنشاء «المدخل البياني» "datum" عن طريق إضافة لا انتظام في شكل التمثيل القطعي الناقصي لإضفاء تماثل أكبر مع السطح الحقيقي للأرض حيث يأخذ في عين الاعتبار المعالم الكبيرة التي تضفي قيم أعلى لحقل الجاذبية الأرضية بالإضافة إلى قيم الجاذبية للمعالم الجغرافية الكبيرة مثل السلاسل الجبلية والصفائح التكتونية والسهول.

## التصنيف
إن التصنيف الأساسي للمساقط يعتمد على نوع سطح الإسقاط الذي يتم إسقاط الكرة الأرضية عليه. يتم وصف الإسقاط عن طريق وضع سطح عملاق بالتماس مع الأرض، متبوعاً بعملية تحجيم. هذه السطوح تكون إما إسطوانية، مخروطية، أو سمتي، أومستوية. إلا أن الإسقاطات الرياضية لا يمكن تصنيفها بشكل كامل ضمن هذه الأشكال ببساطة. لذلك تم اقتراح عدد آخر من التصانيف في المنشورات الرياضية مثل المخروطي الزائف (تكون خطوط الطول أقواس من دائرة)، الاسطواني الزائف (تكون خطوط الطول خطوطاً مستقيمة) سمتي زائفة أو سمتي رجعي أو مخروطي متعدد.
هناك طريقة أخرى لتصنيف المساقط بالاعتماد على الخصائص التي يحافظ عليها النموذج. بعض أشهر هذه التصانيف هو:
- المحافظة على الاتجاه (سمتياً)
- المحافظة على الأشكال محلياً (بشكل مطلق أو إسقاطي)
- المحافظة على المساحة (تطابق المساحة أو مكافئ المساحة)
- المحافظة على المسافة (مسافة متساوية)
- المحافظة على أقصر طريق.

على اعتبار أن السطح الكروي ليس بسطح قابل للنشر فإنه من المستحيل تحقيق إسقاط للخريطة يحافظ فيه على الأشكال والمساحات في آن واحد.

## فئات المساقط
هناك المئات من التصانيف وطريقة التصنيف سنكتفي بذكر الأهم منهم

### التصنيف حسب طريقه الإسقاط
1. المساقط المنظورة وهي التي تعتمد تماما على فكره الإسقاط كما هي
2. المساقط المعدلة وهي المساقط التي اعتمدت على فكره الإسقاط المنظور لكن مع بعض التعديلات
3. المساقط الهندسية وهي تلك التي تعتمد على المعادلات الرياضية من دون إسقاط منظور

### التصنيف حسب شكل لوحه الإسقاط
1. المساقط المستوية وهي التي تكون فيها لوحة الإسقاط مستوية
2. المساقط الأسطوانية حيث تأخذ لوحه الإسقاط الشكل الأسطواني الذي يحيط بالكره الأرضية ويمسها في خط واحد أو أكثر
3. المساقط المخروطية حيث تتخذ لوحه الإسقاط الشكل المخروطي الذي يمس الكره الأرضية عند دائره صغرى أو أكثر

### التصنيف حسب موضع تماس لوحه الإسقاط
1. المسقط القطبي حيث تمس لوحه الإسقاط أحد القطبين
2. المسقط الاستوائي وهنا تمس لوحه الإسقاط خط الاستواء
3. المسقط المنحرف حيث تمس لوحه الإسقاط أي مكان على الكره الأرضية بين خط الاستواء واحد القطبين

### التصنيف حسب الخصائص الهندسية
1. مساقط اتجاهيه وهي التي تحافظ على خاصيه الاتجاه الصحيح
2. المساقط التشابهية وهي التي تحافظ على خاصيه الشكل الصحيح
3. مساقط تساوي المسافات وهي التي تكون فيها المسافات صحيحه
4. مساقط تساوي المساحات وهي التي تحقق المساحات الصحيحة

### التصنيف حسب اسم الشخص الذي اهتدى للمسقط
1. مسقط ميركاتور
2. مسقط مولويد
3. مسقط سانسون فلامنستيد
4. مسقط جال
5. مسقط إيكرت

ليس من السهل أن نضع تصنيفا واضحا وجامعا لمساقط الخرائط. فهذا أمر تكتنفه صعاب عديدة، وذلك بسبب كثرة المساقط وتداخلها في بعضها البعض، فمن العلماء من يصنف المساقط على أساس نوعين حسب الغرض الرئيسي الذي تحققه، ومن العلماء من يصنفها حسب نشوئها، وغيره الكثير من التصنيفات وما سأقوم بذكره هو أهم أنواع التصانيف وهو التصنيف حسب طريقة الإسقاط ومن ثم سأذكر أهم أنواع المساقط.

### مساقط المساحة المتساوية
مساقط المساحة المتساوية : équivalentes Projections.
في مسقط المساحة المتساوية، نجد أن أي سنتيمتر مربع على الخريطة يمثل نفس العدد من الكيلومترات المربعة الذي يمثله أي سنتيمتر مربع آخر على الشكل الكروي. وبالتالي تظهر كل القارات والمحيطات والجزر والدول بمساحتها النسبية الصحيحة، ولما كانت المساحة نتاج بعدين اثنين (الطول والعرض)، فيمكن أن نزيد طول أحد البعدين ونقلل طول البعد الآخر، ومع ذلك نحصل على نفس المساحة، فمثلا المربع الذي طول ضلعه 2 سم2 ستكون مساحته 4 سم2 لكن يمكن تحويل هذا الشكل إلى مستطيل، وذلك بتنصيف طول أحد جوانب المربع ومضاعفة طول الجانب الآخر، فتصبح مساحته 1 × 4 = 4 سم2.
- وهذا في حد ذاته يعني ما يلي:

1. في أي مسقط إذا كانت المساحات الممثلة سوف تظهر بنفس مساحاتها الصحيحة، فإن أشكالها سوف تتغير عما هي عليه في الشكل الكروي (أي يحدث تشويه أو تحريف في الشكل)، والعكس صحيح أيضا، إذ لا يمكن أن تكون المساحة متساوية في المسقط الذي يحقق شرط الشكل الصحيح تماما.

### مساقط الشكل الصحيح
- قد يصبح مستعمل الخريطة معتادا على الشكل الصحيح لقارة مثلا أو محيط أو جزيرة، إذا نظر إليها على خريطة نموذج الأرض الكروي، لكنه لا يدرك في معظم الأحوال مدى تشويه هذه الأشكال في الخريطة المرسومة على سطح مستوي، لهذا عنصر الشكل الصحيح لا يقل أهمية عن عنصر المساحة المتساوية.
- وتسمى فئة المساقط التي تهدف إلى تحقيق الشكل الصحيح عند رسم أي جزء من سطح الأرض «مساقط الشكل الصحيح» "Projections conformes"

### مساقط الاتجاه الصحيح
الاتجاه الصحيح هو عنصر مهم أيضا، وبخاصة في الخرائط التي تدرس توزيع العوامل ذات الأهمية في العلاقات العالمية كالملاحة البحرية والجوية مثلا. ولكي نبين التوزيعات النطاقية أو الممتدة عرضيا لمثل هذه العوامل، فمن المستحسن تماما أن تكون خطوط العرض مستقيمة وموازية لخط الاستواء.
- وتسمى فئة المساقط التي تحاول أن تحقق الانحرافات الصحيحة بمساقط «الاتجاهات الصحيحة»، أو «المساقط السمتية»، "Projections azimutales"

### مساقط الرسم المنظور
هناك مجموعة مبسطة من المساقط تسمى «مساقط الرسم المنظور»، "perspective Projection"، أي كما يبدو شكل شبكة الأرض لنا حينما نسقطها على لوحة ورق وفقا لقواعد الرسم المنظور من حيث البعد النسبي والموقع النسبي لكل من مركز الإشعاع والسطح المستوي. ولفهم هذه المجموعة نتصور كرة مصنوعة من الزجاج ومرسوم عليها شبكة خطوط الطول والعرض كما هي على الكرة الأرضية. فإذا وضعنا مصباحا في وسط الكرة الزجاجية، فسوف تسقط خطوط الطول والعرض كظلال على أي سطح مستو ملامس لها.

#### أنواع مساقط الرسم المنظوري
- يمكن للوحة الرسم أن تلامس أحد القطبين فينتج عن ذلك مسقط تشع فيه خطوط الطول من نقطة القطب نحو الخارج كخطوط مستقيمة، بينما تظهر دوائر العرض كدوائر مشتركة المركز، وتتزايد المسافة بينها كلما بعدت هذه الدوائر عن القطب.

ويسمى هذا النوع من المساقط المساقط المستوية Projections zénithales. .
- وباستخدام نفس مبدأ الظلال، يمكن استنباط مسقط منظور مماثل إذا لففنا اسطوانة من الورق حول الكرة الزجاجية بحيث تلامس لكرة على طول خط الاستواء وليس نقطة كما في الحالة السابقة.

و يسمى هذا النوع من المساقط المساقط الأسطوانية Projections cylindriques
- والنوع الثالث من المساقط المنظورة هي المساقط المخروطية.

Projections coniques ويعتمد أيضا على نفس مبدأ الظلال الساقطة وينتج هذا المسقط إذا وضعنا مخروطا من الورق على الكرة الزجاجية، بحيث تكون قمة المخروط فوق القطب مباشرة، ويلامس المخروط الكرة الزجاجية على طول دائرة خط عرض، وبالتالي سوف يكون إسقاط خطوط الطول كخطوط مستقيمة
بينما تظهر خطوط العرض كأقواس من دوائر مشتركة المركز.
- كل هذه المساقط التي نحصل عليها نتيجة استخدام مبدأ الظلال الساقطة تسمى مساقط الرسم المنظور، ولكن إذا عدلنا تنسيق خطوط العرض والطول، بالاستعانة ببعض القوانين الرياضية، فسوف يكتسب مسقط الخريطة خصائص جديدة تفي ببعض المطالب الخاصة. ولن يظل المسقط بعد هذا التعديل مسقطا منظورا، وإنما يسمى مسقط معدل (لامنظور) Projection non – perspective.
- وبالإضافة إلى المجموعة السابقة الذكر، هناك المساقط التي تنشأ على أساس رياضي بحت ويسمى هذا النوع من المساقط، المرسوم على أساس المعادلات الرياضية، بالمساقط الرياضية أو الاصطلاحية Projections conventionnelles

#### أنماط مساقط الرسم المنظوري
1. المساقط المستوية.
2. المساقط الاسطوانية.
3. المساقط المخروطية.

وستأتي لذكرهم لاحقاً

## المسقط المستوي
أو «المسقط السمتي» [[[الستيريوغرافي]]] بالإنجليزية "Projections Azimuthales".
- ينشأ المسقط المستوي بوضع سطح مستوٍ أمام الكرة الأرضية (تشبيه وليس فعلاً)، وعادةً ما يكون عند نقطة القطب الشمالي أو نقطة القطب الجنوبي، وبعد إسقاط خطوط الأرض وسماتها على هذا السطح، نحصل على خارطة ذات خطوط طول على شكل مستقيمات تتلاقى عند نقطة القطب ودوائر العرض على شكل دوائر كاملة مركزها القطب.
- غالباً ما يستخدم هذا المسقط في وضع خرائط المنطقتين القطبيتين أو خرائط المناطق الاستوائية.

### تقسيم المسقط المستوي
يتم تقسيم المسقط المستوي حسب ثلاثة معايير وهي:

#### حسب موضع الرسم
يمكن تقسيم المسقط من حيث موضع الرسم إلى ثلاثة أقسام:
1. المساقط الاستوائية: Zénithales Equatoriales

وهي التي تكون فيها لوحة الرسم مماسة لسطح الكرة في نقطة عند الدائرة الاستوائية.
2. المساقط القطبية: Zénithales Polaires
وهي المساقط التي تكون فيها لوحة الرسم مماسة لأحد القطبين.
3. المساقط المائلة: Zénithales obliques
و هي التي تكون فيها لوحة الرسم مماسة لسطح الكرة في نقطة تقع على دائرة من دوائر العرض بين الدائرة الاستوائية وأحد القطبين.

#### حسب موقع مركز الإسقاط
- أولاً: المساقط الأساسية في التقسيم حسب مركز الإسقاط:

1. المسقط الصحيح: Orthogonal :
إذا كان مركز الإسقاط في نقطة بعيدة جدا عن الكرة.
2. المسقط الكروي:
إذا كان مركز الإسقاط في نقطة تبعد قليلا عن الكرة وعلى امتداد القطر الاستوائي.
3. المسقط المجسم: Stereographique :
إذا وقع على أحد نقاط الدائرة الاستوائية بداخل الكرة.
4. المسقط المركزي
أما الحالة الرابعة وهي التي يقع فيها مركز الإسقاط في مركز الكرة
- ثانياً: المساقط الفرعية:

ينتج عن كل نوع من المساقط الرئيسة الثلاثة السابقة الذكر مساقط فرعية نستعرضها فيما يلي:

#### أولاً: المساقط الاستوائية

##### المسقط الاستوائي المركزي
يستخدم هذا المسقط في رسم خرائط المناطق القريبة من خط الاستواء، وحتى دائرة 15 و 20 درجة على الأكثر شمالا وجنوبا، وبنفس هذا المقدار عن خط الطول الأوسط في المنطقة شرقا وغربا. وبذلك فإنه لا يصلح لرسم خريطة قارة آسيا تبعا لامتدادها الكبير، ولكنه يصلح لرسم خريطة قارة أفريقيا.
- ويمس مستوى الإسقاط الكرة عند خط الاستواء بحيث يكون مركز الإسقاط في مركز الكرة، ومن ثم تظهر خطوط الطول مستقيمة ومتوازية ومتباعدة عن بعضها شرقا أو غربا عن خط الطول الأوسط بينما تظهر دوائر العرض على شكل أقواس تنحني نحو دائرة الاستواء، كما تتباعد عن بعضها كلما اتجهنا نحو القطبين وتظهر دائرة الاستواء على شكل خط مستقيم يتعامد على خط الطول الأوسط.

الطريقة البيانية لرسم المسقط الاستوائي المركزي.
لنقوم برسم المسقط الاستوائي المركزي بيانياً يجب اتباع الخطوات التالية:
- نرسم دائرتين متساويتين، قطر كل منهما يساوي قطر الأرض تبعا لمقياس الرسم المطلوب، الأولى مركزها (م) ويمثل امتداد نصف قطرها خط الاستواء على المسقط، والثانية مركزها (ن) يمثل امتداد نصف قطرها خط الطول الأوسط على المسقط.
- نرسم زوايا العرض من المركز (م) ونمد أضلاع الزوايا إلى أن تقابل المماس عند النقاط (أ، ب، ج، د)، وتكون النقاط المقابلة (أَ، بَ، جَ، دَ) على خط الطول الأوسط هي مواقع تقابله مع دوائر العرض.
- ترسم زوايا الطول من المركز (ن) ونمد أضلاع الزوايا إلى أن تقابل المماس عند النقاط (س، ص، ع ،…) وتكون النقاط المقابلة (سَ، صَ، عَ ، …) على الاستواء هي مواقع تقابله مع خطوط الطول ومنها نرسم خطوط الطول موازية لخط الطول الأوسط.
- لإيجاد نقاط تقابل دوائر العرض مع خط من خطوط الطول، وليكن الذي يمر بالنقطة سَ مثلا، نرسم عند النقطة س خطا عموديا على ن س يقابل الخطوط المجاورة ن ص، ن ع ، … في النقاط ه، و، … ويكون س ه، س و ، …هي أبعاد دوائر العرض عن الاستواء، وتحدد المسافات سَ هَ، سَ وَ ،… على خط الطول مساوية لهذه الأبعاد.
- نكرر الخطوة 4 مع باقي خطوط الطول فنحصل على نقط تقابلها مع دوائر العرض المختلفة.

##### المسقط الاستوائي الصحيح
خصائصه
1. يقع مركز الإسقاط في نقطة بعيدة جدا عن الكرة، بحيث تسقط الأشعة كلها بشكل متواز على سطح الكرة.
2. تظهر دوائر العرض بشكل خطوط مستقيمة موازية لبعضها، وتتقارب كلما بعدنا عن خط الاستواء باتجاه القطبين.
3. تظهر خطوط الطول بشكل أقواس تتقارب من بعضها كلما بعدنا عن خط الطول الأوسط الذي يكون خطا مستقيما.
4. يظهر تشويه في شكل الخريطة في جميع أطرافها البعيدة عن المركز.
5. يحقق الاتجاه الصحيح على خط الطول الأوسط فقط.

استعمالاته
- يستعمل المسقط الاستوائي الصحيح لرسم الخرائط التي لا تحتاج إلى مقياس رسم دقيق مثل خرائط القمر والأرض، (تمثيل حركة الأرض حول الشمس، وحركة القمر حول الأرض).

##### المسقط الاستوائي المجسم
خصائصه
1. يقع مركز الإسقاط في نقطة عند نهاية القطر الاستوائي.
2. تتباعد خطوط الطول عن بعضها كلما بعدنا عن مركز اللوحة وتكون هذه الخطوط على شكل أقواس.
3. خطوط العرض عبارة عن أقواس تنحني باتجاه خط الاستواء وتتباعد عن بعضها باتجاه القطبين.

استعمالاته
- يستعمل لرسم الخرائط التي يحقق فيها المسقط الاتجاه الصحيح بصورة قريبة من الواقع.

الطريقة البيانية لرسم المسقط الاستوائي المجسم
لنقوم برسم المسقط الاستوائي المجسم بيانياً يجب علينا اتباع الخطوات التالية :
- ترسم الدائرة المحددة للمسقط بنصف قطر يساوي قطر الأرض بمقياس الرسم المطلوب، ويرسم لها قطر أفقي يمثل الاستواء، وقطر رأسي يمثل الطول الوسط.
- ترسم من نقطة القطب ق زوايا متممة لزوايا الطول المطلوبة وبحيث تقابل الاستواء عند النقط أ ، ب، ج ، د ، … وتعد هذه النقاط مراكز دوائر الطول التي توقع بأنصاف أقطار أ ق ، ب ق ، ج ق ، د ق ..
- يقسم محيط الدائرة المحددة للمسقط إلى أقسام متساوية عند ر ، ط ، ي، … وترسم منها مماسات للدائرة تقابل امتداد خط الطول الأوسط عند ك ، ل ، و ،… وتعد هذه النقاط الأخيرة مراكز دوائر العرض التي توقع بأنصاف أقطار ر ك ، ط ل ، ي و ، …

#### ثانياً: مساقط المسافات المتساوية: المساقط الكروية: Projection equidistante

##### المسقط الكروي
خصائصه
1. يقع مركز الإسقاط خارج الكرة وعلى امتداد القطرالاستوائي بمسافة تساوي نصف القطر الواصل بين خط الاستواء والقطب.
2. تتعامد فيه الدائرة الوسطى (خط الاستواء) مع خط الطول.
3. خطوط الطول عبارة عن أقواس تكون المسافة بينها متساوية على خط العرض الواحد، وتتقارب من بعضها كلما بعدنا عن خط الاستواء حتى تلتقي عند مركز القطبين.
4. دوائر العرض عبارة عن أقواس تنحني قليلا نحو خط الاستواء وتبعد عن بعضها بمسافات متساوية على خط الطول الأوسط فقط.
5. يحقق شرط المسافات أو الأبعاد المتساوية.

استعمالاته
- يستعمل لإيضاح الشكل الكروي لسطح الأرض.

##### مسقط لامبار المستوي للمساحات المتساوية Projection Lambert
خصائصه
1. يتعامد خط الاستواء مع خط الطول الأوسط.
2. تظهر خطوط الطول والعرض بشكل أقواس.
3. يحقق شرط المساحات المتساوية.

استعمالاته
- يستعمل لرسم خرائط نصف الكرة أو لجزء منها والتي تظهر المساحة الصحيحة ، كالخرائط الطبوغرافية وخرائط التوزيعات.

#### المساقط القطبية: Projections polaires

##### المسقط القطبي المركزي: Projection polaire centrale
خصائصه
1. يقع مركز الإسقاط عند مركز الكرة.
2. لا تظهر فيه الدائرة الاستوائية.

## مسقط أسطواني
ينشأ المسقط الأسطواني بإحاطة الكرة الأرضية بأسطوانة مماسة لها عند خط الاستواء، حيث يتم إسقاط كافة سمات ونقاط الأرض عليها، وتُفتح الأسطوانة بعد ذلك، وتبسط لتشكل خارطة مستطيلة ذات خطوط مستقيمة ومتوازية ومتساوية التباعد فيما بينها، وخطوط عرض مستقيمة ومتوازية ولكن البعد بينها غير متساوٍ، إذ أنها تتباعد كلما اقتربنا من القطبين.
- وغالباً ما يستخدم هذا المسقط في وضع خرائط المناطق الاستوائية نظراً لأن نسبة التشويه تزداد كلما اتجهنا نحو القطبين، ولتقليل في هذا المسقط اشتُقت منه مساقط أخرى، من أهمها مسقط مركاتور ومسقط مولويد.
- وأكثر من يستفيد من هذا المسقط هم الملاحون لأن هذا النوع من الخرائط يمكنهم من رسم خط مستقيم بين نقطتين معينتين مما يساعد في تحديد اتجاه البوصلة.

### مسقط مركاتور

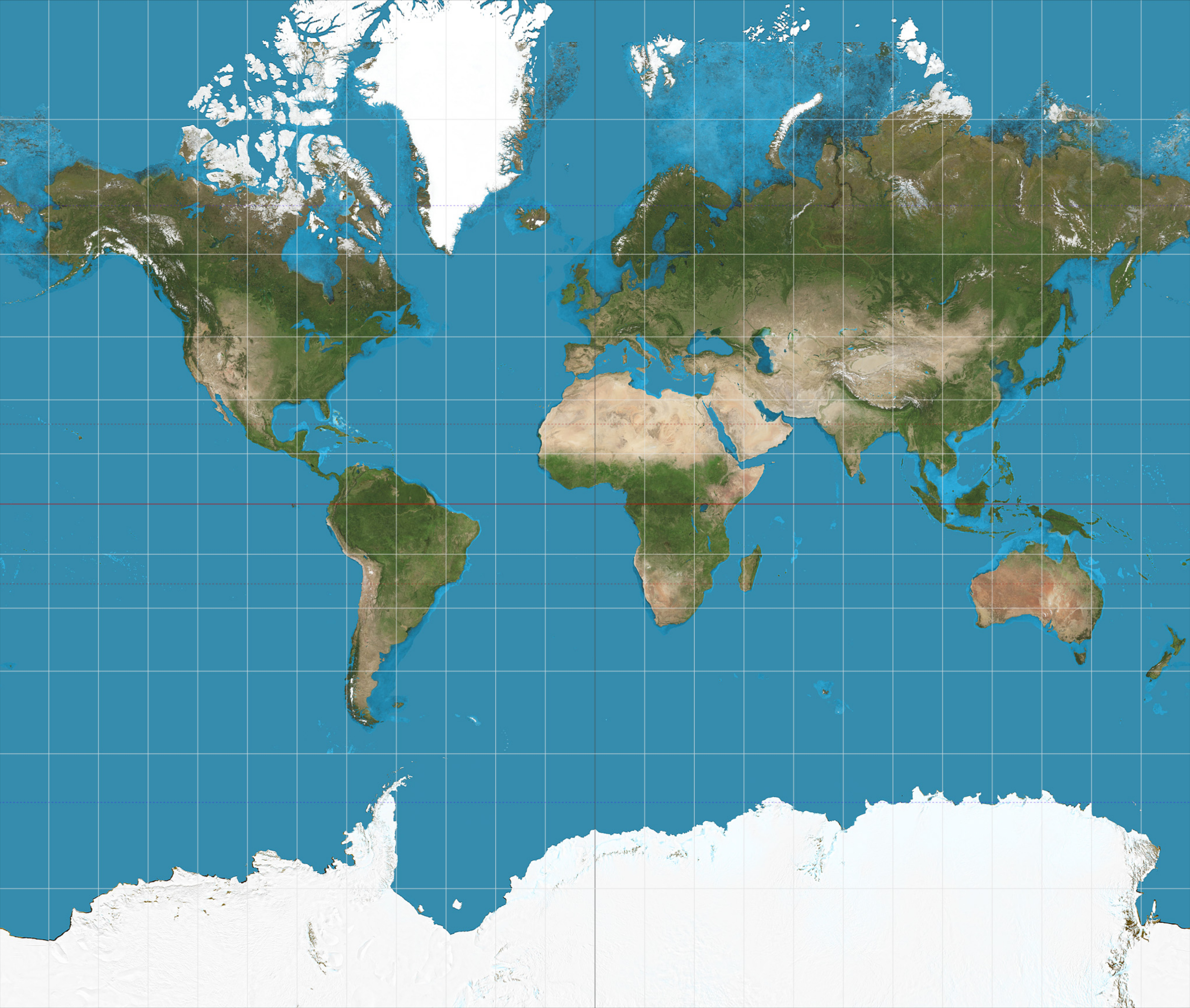
مسقط مركاتور الأسطواني.

وهو أهم مسقط أسطواني، وهو مسقط اسطواني عادي ولكن جيراردوس مركاتور _ وهو رسام _ قام بتقصير المسافة الفاصلة بين دوائر العرض كلما اتجهنا نحو القطبين بنسبة معينه وهذا ما جعل الخط المستقيم من نقطة إلى القطب في الخريطة مساوية تقريباً للحقيقة وهذا ما جعل البوصلة أكثر دقة في الخريطة لهذا الملاحون دائماً ما يحملون خريطة بمسقط مركاتور.

### مسقطا مولويد
هما مسقطان مشتقان من المسقط الأسطواني:

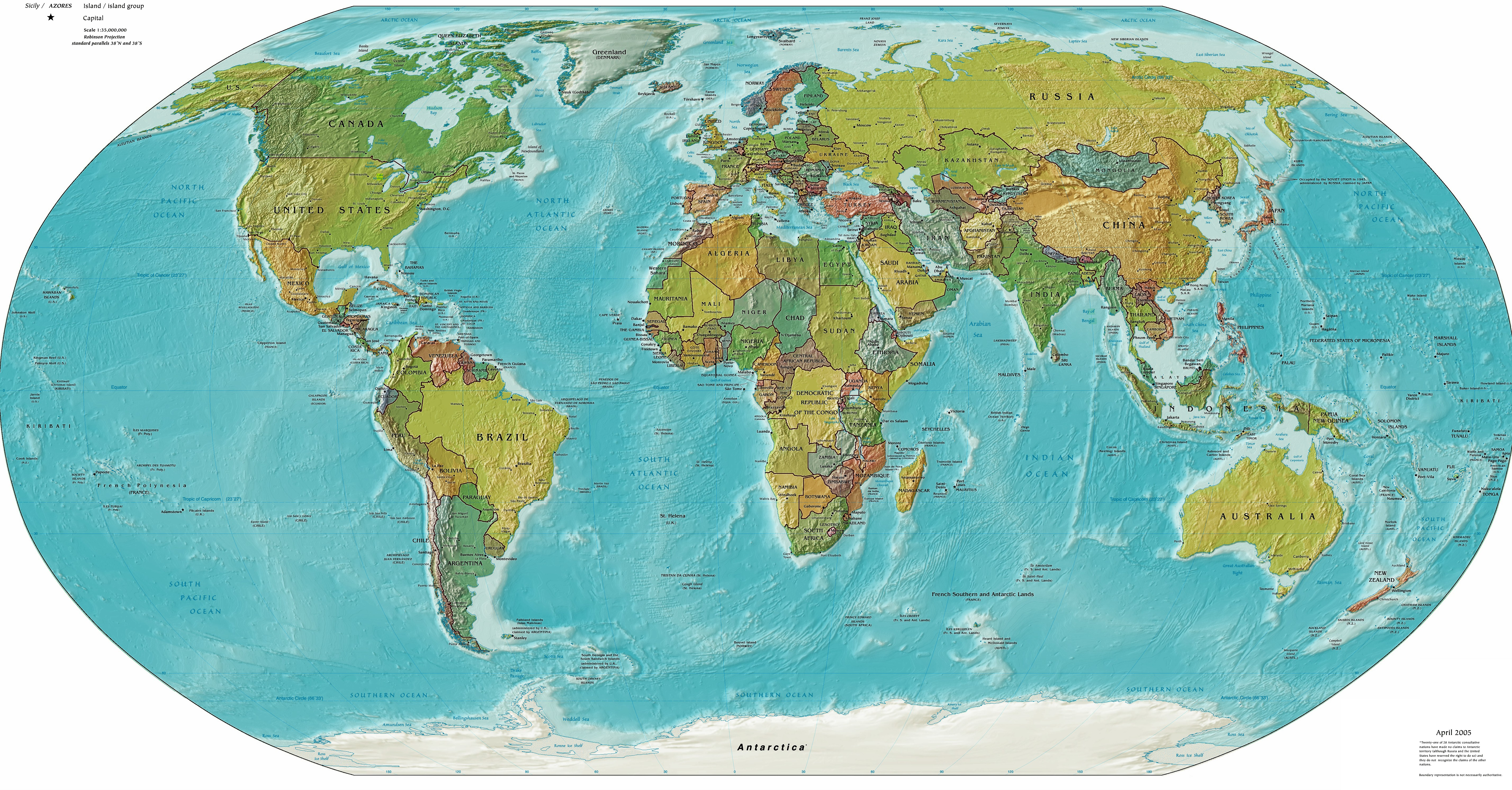
مسقط مولويد

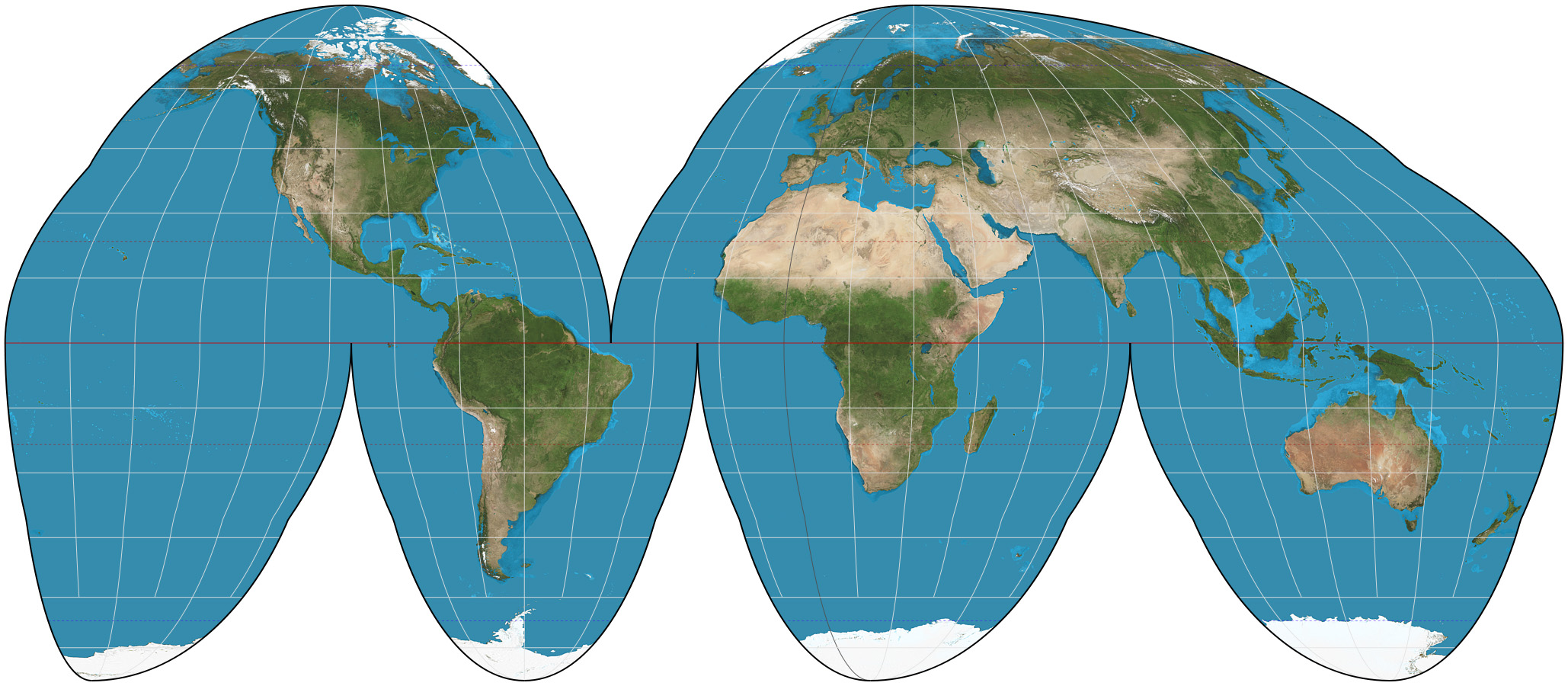
مسقط مولويد المقطع أو الالتفاقي

## مسقط مخروطي

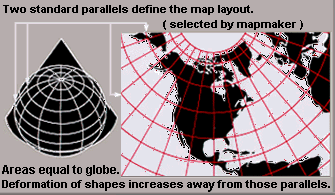
خريطة باستخدام مسقط مخروطي.

ينشأ المسقط المخروطي بوضع مخروط على شكل قبعة من الورق على الكرة الأرضية فوق أحد القطبين الشمالي أو الجنوبي، وباعتبار وجود ضوء داخل الأرض ليعكس صورتها على السطح الداخلي للمخروط، وتُرسم خطوط الأرض وسماتها على ذلك السطح بفتح المخروط، بعد ذلك يُبسط ليشكل خارطة.
- وغالباً ما يستخدم هذا المسقط في وضع خرائط المناطق الواقعة على خطوط العرض المتوسطة وذات الاتجاه الطولي المحدود كإفريقيا أو أمريكا الشمالية.

## أقرأ أيضاً
- خريطة
- قائمة إسقاطات الخرائط
- علم الخرائط
- نظام المعلومات الجغرافي
- إسقاط عمودي
- اكسونومتري
- إسقاط متوازي
- الأسقاط التمثيلي لثلاثي الأبعاد
- خريطة مقلوبة.